# Cliff Drysdale
Cliff Drysdale (Nelspruit, 26 de Maio de 1941) é um ex-tenista profissional sul-africano.

## Grand Slam finais

### Simples (1 vice)
| Ano  | Campeonato | Piso  | Oponente       | Placar             |
| 1965 | U.S. Open  | Grama | Manuel Santana | 2–6, 9–7, 5–7, 1–6 |

### Duplas (1 título)
| Ano  | Campeonato | Piso  | Parceiro     | Oponente                    | Placar             |
| 1972 | US Open    | Grama | Roger Taylor | Owen Davidson John Newcombe | 6–4, 7–6(7–3), 6–3 |

## Grand Prix Series finals

### Simples (2 vices)
| Ano  | Campeonato                    | Oponente      | Placar        |
| 1971 | U.S. Pro Tennis Championships | Ken Rosewall  | 4–6, 3–6, 0–6 |
| 1972 | Las Vegas                     | John Newcombe | 3–6, 4–6      |

## Simples Era Aberta
| N. | Data            | Campeonato        | Piso    | Oponente     | Placar             |
| -- | --------------- | ----------------- | ------- | ------------ | ------------------ |
| 1. | 22 Julho 1968   | Gstaad, Suíça     | Saibro  | Tom Okker    | 6–3, 6–3, 6–0      |
| 2. | 5 Abril 1971    | Miami WCT, EUA    | Duro    | Rod Laver    | 6–2, 6–4, 3–6, 6–4 |
| 3. | 24 Maio 1971    | Bruxelas, Bélgica | Saibro  | Ilie Năstase | 6–0, 6–1, 7–5      |
| 4. | 4 Março 1974    | Miami WCT (2)     | Duro    | Tom Gorman   | 6–4, 7–5           |
| 5. | 23 Janeiro 1978 | Baltimore, EUA    | Carpete | Tom Gorman   | 7–5, 6–3           |